# ヴァレンティーネ (小惑星)
ヴァレンティーネ (447 Valentine) は小惑星帯に位置する小惑星。1899年10月27日、マックス・ヴォルフとアルノルト・シュヴァスマンがハイデルベルクで発見した。
ヨハン・パリサの提案により、彼の後援者であったアルベルト・ザーロモン・フォン・ロートシルト (Albert Salomon von Rothschild) の娘の名前に因んで名づけられた。